# جون مولر (عالم سياسة)
جون مولر (بالإنجليزية: John Mueller)‏ هو عالم سياسة أمريكي، ولد في 1937 في سانت بول في الولايات المتحدة.